# 日専連パシフィック
株式会社日専連パシフィック（にっせんれんパシフィック）は、北海道苫小牧市に本社を置き、胆振地域を事業区域とする、協同組合連合会日本専門店会連盟系の信販会社である。

## 概要
- 胆振地域の在住者に対して「日専連JCBカード」・「日専連DC・VISAカード」等の発行を行っている[1]。

## 沿革[2]
- 1951年（昭和26年）9月 - 苫小牧専門店会として発足。
- 2008年（平成20年）8月 - 協同組合日専連だて、協同組合日専連むろらんと3組合統合合併し「協同組合日専連パシフィック」に社名変更。
- 2008年（平成20年）11月 - 協同組合日専連パシフィックが株式会社日専連パシフィックに組織変更。
- 2017年（平成29年）8月 - 日専連VISAぐでたまカード発行開始。
- 2018年（平成30年）1月 - 日専連JCBディズニー･デザインカード発行開始。

## 事業所[2]
- 本社 - 北海道苫小牧市表町3丁目2番11号
- むろらん店 - 北海道室蘭市中島町3丁目29番1号 サンプラザビル1F